# Стру (Гелдерланд)
Стру (нід. Stroe) — село в нідерландській провінції Гелдерланд. Входить до муніципалітету Барневелд. Розташоване між містами Барневелд та Апелдорн.

## Історія
Перша згадка про населений пункт датується 1296 роком. 1951 року поблизу села було побудовано військову базу Віттенберг.

## Галерея

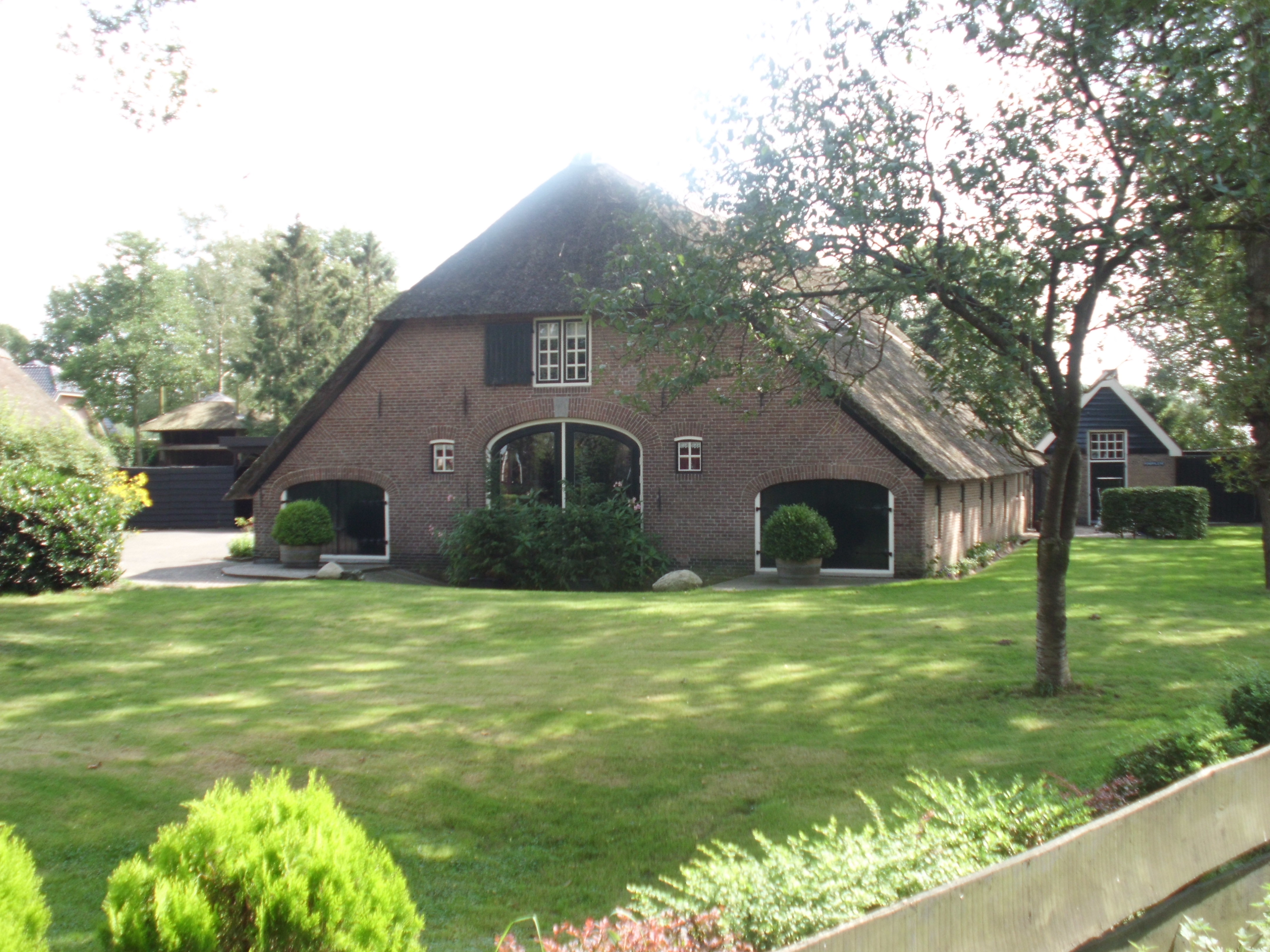
Ферма
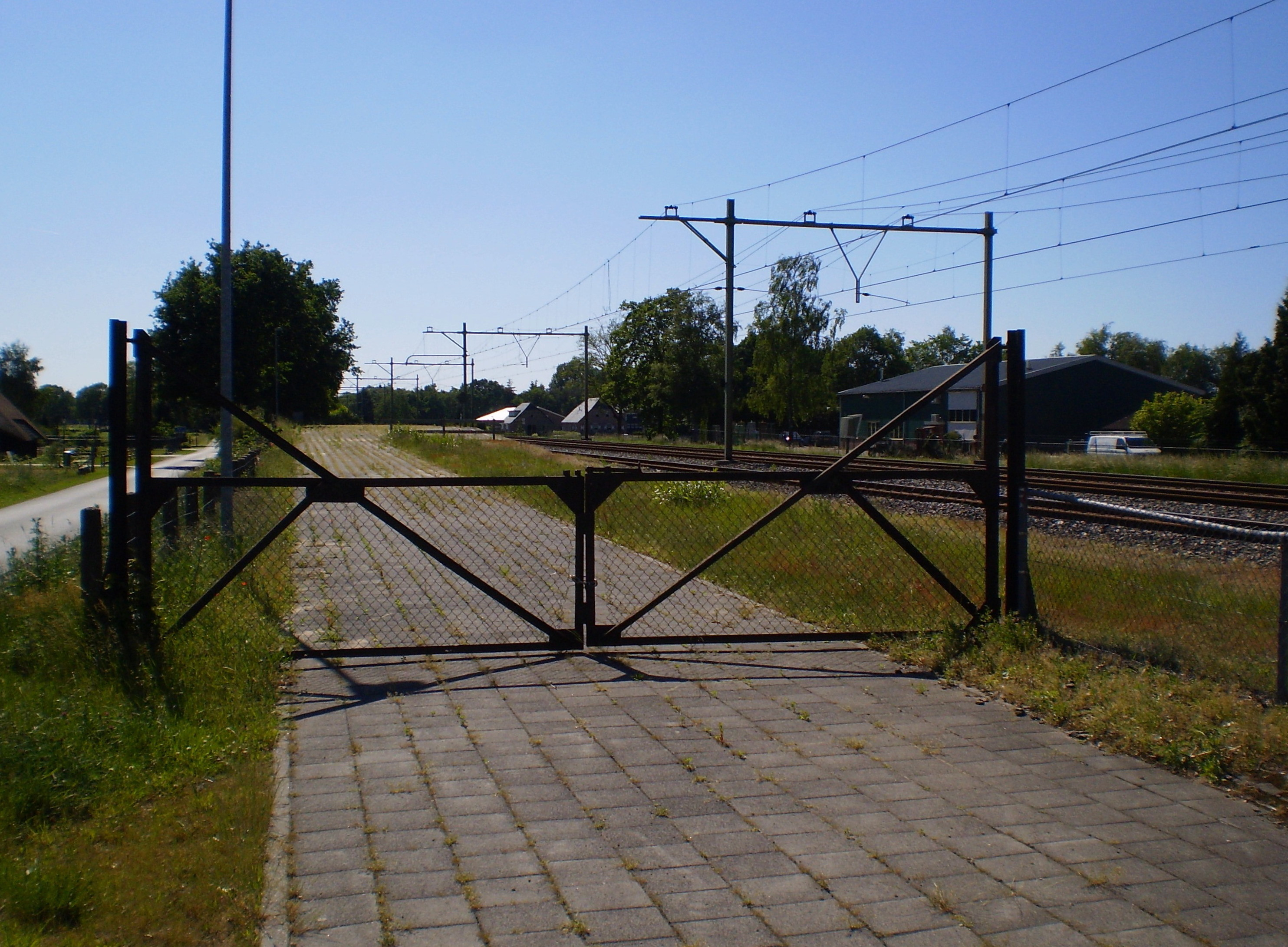
Колишня залізнична станція
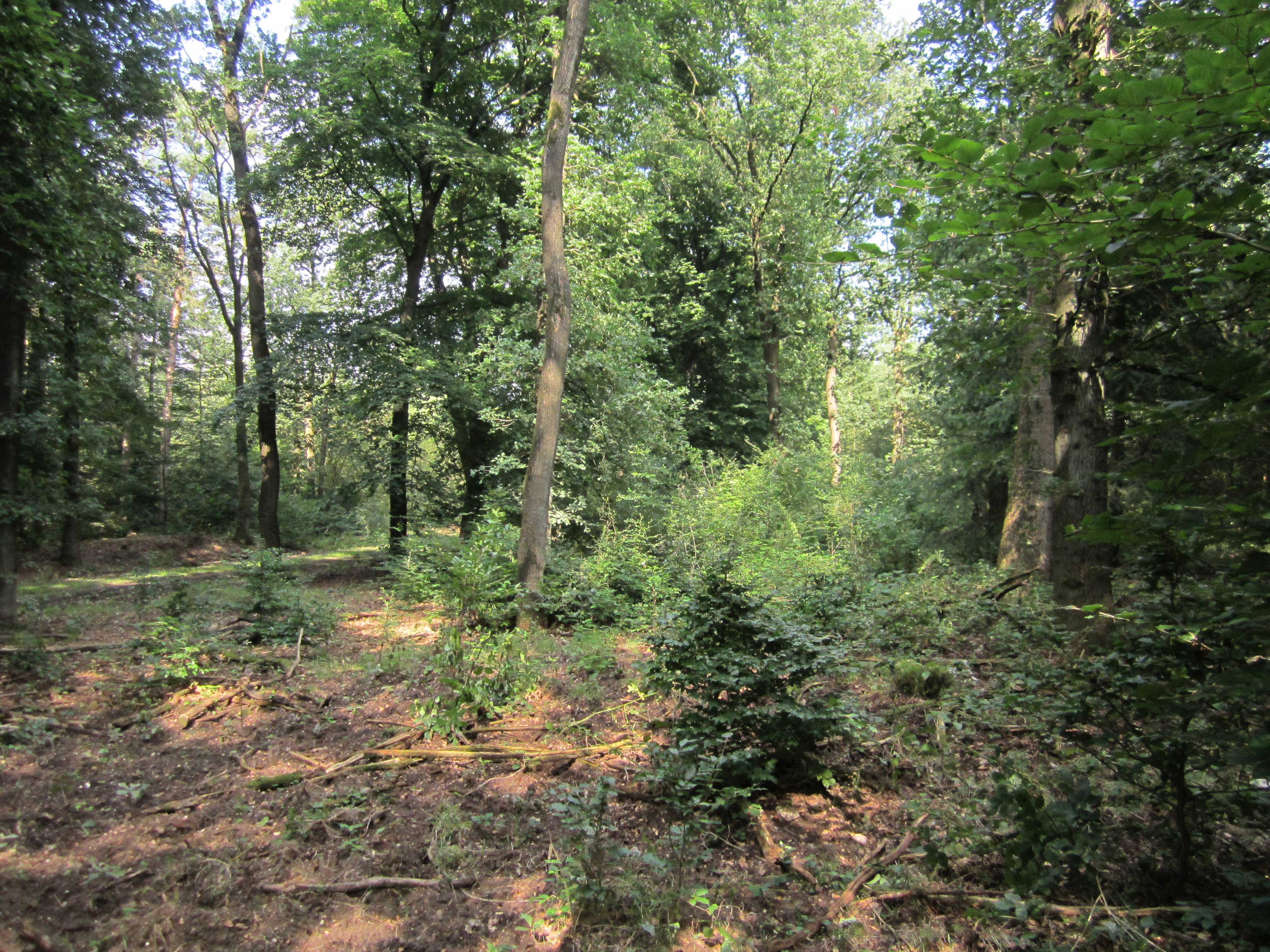
Ліс поблизу села